# 쿤다바이 피라티야르
쿤다바이 피라티야르(Kundavai Pirāttiyār, 945년 ~ 1018년)는 10세기 인도 남부에 살았던 촐라 제국의 황녀였다. 그녀는 파란타카 2세와 바나반 마하데비의 딸이었다. 그녀는 티루코일루르에서 태어났으며 촐라 황제 라자라자 1세의 누이였고, 일라이야피라티 쿤다바이 나치야르라는 칭호를 가지고 있었다.
그러나 남편 발라바라이얀 반디야데반이 고향 바나 왕국에서 왕으로 즉위했을 때, 그녀는 왕국의 왕비가 되겠다는 제안을 받아들이지 않고 탄자부르의 공주로 남았다.

## 생애
쿤다바이는 945년 촐라 황제 파란타카 2세와 황후 바나반 마하데비 사이에서 외동딸로 태어났다. 그녀에게는 형인 아디티야 촐라 2세와 동생인 라자라자 촐라 1세가 있었다.
쿤다바이는 탄자부르 비문에 언급된 촐라의 봉신인 바나 왕조의 일원인 발라바라이얀 반디야데반과 결혼했다. 그는 라자라라 1세 치세에 스리랑카에서 전투를 벌인 촐라군의 사령관이기도 했다. 그의 휘하에 있던 영토는 '발라바라이야나두', 때로는 '브라마데삼'으로 불렸다.
쿤다바이는 그녀의 증조모 셈비얀 마하데비와 함께 조카 라젠드라 1세를 키웠는데, 그는 라자라자 1세와 코둠발루르의 공주 티리푸바나 마데비야르의 아들이었다. 라젠드라 1세는 어린 시절의 대부분을 쿤다바이와 셈비얀 마하데비와 함께 파자이야라이에서 보냈다.
쿤다바이는 라자라자 1세의 멘토로 칭송받는다. 그녀가 라젠드라 1세를 양육하는 것을 도왔을 때, 그녀의 영향은 다음 세대까지 계속되었다. 황실 여성들이 동맹을 맺기 위해 사용되었던 그녀의 시대에 독특하게, 쿤다바이의 아버지는 그녀가 그녀의 자유 의지를 행사하도록 허용했고, 따라서 공주는 그녀의 일생 동안 촐라 제국에 머물기로 결심했다. 그녀의 취향과 학문으로 촐라 제국 전역에서 존경을 받았던 쿤다바이는 예술, 음악, 그리고 문학에서 그들을 가르치면서, 다른황실 가족의 딸들을 돌보라는 요청을 받았다.

## 비문
쿤다바이는 티르탕카라, 비슈누, 시바를 위해 많은 사원들을 의뢰했다. 그녀는 많은 자이나교 수도승들과 베다 점술가들을 숭배했다. 그녀는 촐라 비문에 언급된다.
...금, 은, 진주로 만들어진 그릇과 장식품들은 폰말리가툰지야데바르(파란타카 순다라 촐라)의 딸인 파란타칸 쿤다바이 피라티야르 공주가 지은 쿤다바이-비나가르-알바르, 이라비쿨라마니카-이스와라, 쿤다바이 지날라야의 사원에 바쳐졌다.

그녀는 많은 자이나교 사원들을 지었다고 믿어지지만, 적어도 두 개의 자이나교 사원들은 그녀에 의해 지어졌다고 기록된 비문들을 가지고 있는데, 하나는 나중에 다라수람이라고 알려진 라자라제스와람에 있고 다른 하나는 티루말라이에 있다. 그녀는 탄자부르에 빈나가르 아투라 살라이라는 그녀의 아버지를 따라 병원을 지었고 그것의 유지를 위해 광범위한 땅들을 기부했다. 그녀는 그녀의 남동생 라자라자 촐라 1세와 그녀의 조카 라젠드라 촐라 1세의 통치 기간 동안 탄자부르에 있는 브리하데스와라 사원에 호화로운 기부를 했다.
비문들 중 하나는 다음과 같다:
피란타칸-쿤다바이-피라티야르 공주가 쿤다바이-빈나가르-알바르 사원에 램프를 선물한 양을 기록하고 있다. 사원의 관리를 맡았던 세나파티인 뭄무디-촐라 브라마마라야르도 언급되고 있다.

쿤다바이 공주가 설정한 이미지나 우상은 다음과 같다:
다음은 라자라자 29년에 브리하데스와라르 사원에 대한 그녀의 선물 목록 중 일부를 발췌한 것이다:
만세! 번영이여! 코-라자케사리바만의 별명인 스리-라자야데바가 29년(재위)까지..-
아르바르 파란타칸 쿤다바이야르는, 군주 스리라자야데바의 존경하는 누나이자, 발라라이야르 반디야데바르의 위대한 왕비이다
...(단다바니라는) 금 표준보다 순도가 4분의 1이나 뛰어난 금 3500카란주와, 단다바니보다 순도가 1(정도) 떨어지는 금 1500카란주를 주어, 모두 5000카란주의 금을 주었다.

만세! 번영을! 스리-라젠드라-소라데바 군주라는 별칭을 가진 코-파라케사리바르만의 (통치) 3년째 되는 해까지-.
(스리-라자라자데바 경의) 유서 깊은 누이이자 발라바라이야르 반디야데바의 위대한 왕비였던 아르바르 파라타칸 쿤다바이야르는...
...하나의 신성한 거들 (티루 파티 가이), (포함) 97카란주 반, 4만자디, 금의 10분의 9. 반점, 균열, 붉은 점, 검은 점, 불에 탄 흔적 등을 포함하여 가장자리가 매끄러운 크고 작은 다이아몬드 667개가 (그 안에) 세팅되어 있었고, 무게는 2카란주와 (만자디의) 1/4과 1/6이었다. 크고 작은 루비 83개, 즉 우수한 품질의 할라할람 22개, 할라할람 20개, 매끄러운 루비 20개, 푸른빛이 도는 루비 9개, 사탐 2개, 광택이 없는 루비 10개, - 충치, 상처, 구멍, 흰 반점, 흠 등이 여전히 광석에 붙어 있는 것을 포함하여 - 무게는 10카란주와 3/4, 3만자디와 2/10이었다. 둥근 진주, 둥근 진주, 광택이 나는 진주, 작은 진주, 님볼람, 암부무두, 빛나는 물과 붉은 물의 (진주), (그리고) 선, 얼룩, 붉은 점, 흰 반점, 주름이 있는 진주 등 광석에 아직 붙어 있는 상태에서 연마한 진주를 포함하여 끈으로 묶거나 꿰맨 진주의 무게는 18카란주와 2만자디였다. (거들의) 총 무게는 1029카란주와 (마나디의) 10분의 7로, 4500카수의 가치에 해당한다.
여신의 발을 위한 반지 하나, (포함) 71개의 카란주와 금의 반과 2개의 마자디. 가장자리가 매끄러운 다이아몬드 459개와 반점, 균열, 붉은 점, 검은 점, 불에 탄 자국 등 가장자리가 매끄러운 작은 정사각형 다이아몬드 9개를 (그 안에) 세팅했는데, 무게는 (1) 카란주 반, 3만자디, 9/10이었다. 크고 작은 루비 39개, 즉 우수한 품질의 할라할람 10개, 할라할람 8개, 매끄러운 루비 9개, 푸른빛이 도는 루비 3개, 연마되지 않은 루비 9개, - 충치, 상처, 구멍, 흰 이삭, 결점 등이 여전히 광석에 붙어 있는 것을 포함하여 - 무게는 3카란주와 3/4, 3만자디, 6/10이었다. 전체적으로 (반지의) 무게는 777카란주, 4만자디, (1) 쿤리로 500카수의 가치에 해당한다.

쿤다바이는 조카 라젠드라 1세와 함께 파즈야라이의 궁전에서 생의 마지막 날을 보냈다: